# Johannes von Fécamp
Johannes von Fécamp, lat. Joannes Fiscamnensis, frz. Jean de Fécamp, (* Ende des 10. Jahrhunderts bei Ravenna; † 22. Februar 1078 in Fécamp) war ein italienischer Benediktiner und von 1028 bis zu seinem Tod Abt der Abtei Fécamp in der Normandie. Er war ein origineller theologischer Schriftsteller, dessen Bedeutung erst im 20. Jahrhundert wiederentdeckt wurde.

## Leben
Johannes, klein von Statur, aber hochgebildet in Literatur, Medizin und Musik, wurde Schüler Wilhelms von Dijon, eines bedeutenden Vertreters der Cluniazensischen Reform. Dieser war ab 990 Abt von St. Bénigne in Dijon, ab 1001 zugleich Abt von Fécamp. Er schickte Johannes 1017 von Dijon nach Fécamp und setzte ihn dort als Prior ein. 1028 wurde er als Wilhelms Nachfolger Abt von Fécamp.
Johannes leitete die Abtei 50 Jahre lang. In dieser Zeit einte und befriedete Wilhelm I. die Normandie und eroberte 1066 England. Johannes unterstützte ihn darin. Er vergrößerte die Klosterbibliothek und reiste in Angelegenheiten der Abtei nach Rom und nach England. Während seiner Amtszeit entstanden sechs Tochtergründungen Fécamps. In seinen Schriften klingt häufig die Sehnsucht nach Ruhe und geistlicher Einkehr an.

## Schriften
Die meisten Werke Johannes’ von Fécamp wurden lange in Sammlungen von Schriften anderer Autoren tradiert, darunter Augustinus von Hippo, Alkuin, Johannes Cassianus, Anselm von Canterbury und Bernhard von Clairvaux. Erst im 20. Jahrhundert erkannten André Wilmart u. a. seine eigenständige Bedeutung und identifizierten textkritisch seine authentischen Werke. Die wichtigsten sind Confessio theologica, Libellus de scripturis et verbis patrum und Confessio fidei. Seine im Mittelalter und in der frühen Neuzeit dem heiligen Augustinus zugeschriebenen Meditationes wurden von katholischen wie protestantischen Theologen hoch geschätzt; das 7. Kapitel fand in Johann Heermanns Nachdichtung Herzliebster Jesu, was hast du verbrochen Eingang in das deutsche geistliche Volksgut.